# Кліна
Кліна (від грец. klino — нахиляю), клінальна мінливість — неперервна, поступова зміна будь-якої ознаки (градієнта) певного виду на всьому або частині його ареалу або в серії суміжних популяцій; кількісний градієнт будь-якої ознаки в середині виду.
Термін уведений англійським еволюційним біологом Джуліаном Хакслі (Julian Huxley) у 1938 році.